# Haplochromis commutabilis

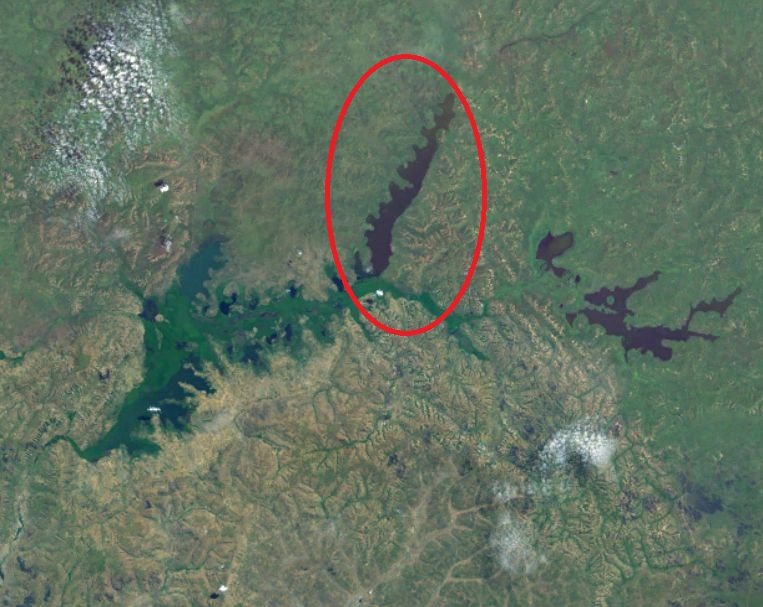
Der Kachirasee (im roten Oval)

Haplochromis commutabilis ist eine endemische Fischart aus dem Kachirasee (Koki-Seen) in Uganda. Wie alle Haplochromis-Arten ist Haplochromis commutabilis ein ovophiler Maulbrüter, bei dem das Weibchen die Brutpflege übernimmt.

## Morphologie
Haplochromis commutabilis ist ein mittelgroßer, mäßig hochrückiger Buntbarsch, der eine Standardlänge von knapp über zehn Zentimeter erreichen kann. Das Kopfprofil ist fast gerade, in Höhe der Augen kann es leicht konkav eingebuchtet sein. Die Lippen sind  nur wenig verdickt. Die Bauchflossen und die weichstrahligen Abschnitte von Rücken- und Afterflossen sind bei den Männchen ausgezogen.
- Flossenformel: Dorsale XIV–XVI/9–10, Anale III/9–10.

Von Haplochromis ampullarostratus, einer weiteren Buntbarschart aus dem Kachirasee, unterscheidet sich Haplochromis commutabilis vor allem durch eine größere Körperhöhe (36 % vs. 33 % der Standardlänge), eine geringere Augenlänge (30,5 % vs. 33,4 % der Kopflänge), eine größere Präorbitallänge (14,1 % vs. 10,5 %) und höhere Wangen (23,4 % vs. 20,1 %).

## Färbung
Die morphologischen Werte sind fast identisch mit denen von Haplochromis aeneocolor aus dem Georgsee. Beide Arten unterscheiden sich farblich aber deutlich. Männliche Haplochromis aeneocolor sind bronzefarben und zeigen auch rote und grüne Farbtöne, männliche Haplochromis commutabilis sind dagegen vor allem hellblau mit schwarzen Markierungen. Einige Männchen haben eine gelbe Brust. Die Lippen glänzen hellblau, die Kiemendeckel irisieren kupferfarben. Die Rückenflosse ist metallisch schimmernd bläulich oder grünlich. Die Rückenflossenbasis des hartstrahligen Abschnitts ist schwarz, der weichstrahlige Abschnitt ist rot gesäumt und zeigt kurz vor dem Hinterrand einige längliche, gelbe oder orange Linien. Der hartstrahlige Abschnitt der Afterflosse und die gesamte Flossenbasis sind schwarz, die übrige Afterflosse ist leicht rötlich oder gelblich. Sie zeigt einige orangefarbene, hell umrandete, verschieden große Eiflecke. Die Schwanzflosse ist schwarzblau mit einem breiten, roten Saum am Hinterrand. Die Bauchflossen sind schwarz. Senkrechte Aufhellungen hinter den Brustflossen könnten Relikte eines Vertikalbindenmuster sein. Der Kopf ist durch mehrere dunkle Linien gemustert, ein oberer und unterer Augenstrich, ein Band von den Augen zum Mundwinkel und ein Streifen zwischen den Kiemendeckeln über die Stirn.
Weibchen sind silbergrau, mit grauen, transparenten Flossen. Die Afterflosse ist ebenfalls transparent, schimmert aber leicht gelblich und zeigt zwei bis drei Eiflecke.
Während der Balz wird die untere Körperhälfte der Männchen unterhalb einer Linie die von der Oberlippe über den Unterrand der Augen und dem oberen Rand des Kiemendeckels bis zur hinteren Rückenflossenbasis reicht, schwarzblau. Der gesamte Schwanzstiel ist dann dunkel.

## Variabilität
Außerdem ist das Stirnprofil von adulten H. aeneocolor ausgeprägt konkav, bei Haplochromis commutabilis eher gerade, und die Männchen von H. commutabilis verändern mit dem Älterwerden die Bezahnung und die Beschuppung, was bei H. aeneocolor nicht der Fall ist.
Haplochromis commutabilis hat im Oberkiefer 28 bis 54 Zähne, im Unterkiefer sind es 16 bis 36. Die Zähne sind in zwei bis fünf Reihen angeordnet. Jungfische und Weibchen haben zweispitzige Zähne, bei adulten Männchen sind sie dagegen überwiegend einspitzig. Die Umwandlung der Zähne steht wahrscheinlich im Zusammenhang mit einem Wandel der Nahrungspräferenzen. Weibchen und jüngere Männchen ernähren sich wahrscheinlich vor allem von Detritus, von Phytoplankton und von Wasserinsekten, während große Männchen zunehmend auch kleinere Fische fressen. Auch die Form und die Struktur der Schuppen auf den Körperseiten wandeln sich bei den Männchen. Die Schuppen werden in der Vertikalen länger, die Granulierung wird gröber und die Zahnung am Hinterrand der Schuppen wirkt wie plattgewalzt. Welche biologische Funktion die Veränderung der Schuppenmorphologie hat, ist bisher unbekannt. Auf die Wandelbarkeit der Männchen verweist das Art-Epitheton (Latein „commutabilis“ = wandelbar).

## Quelle
- Erwin Schraml: Die Artenvielfalt der Fische in Ugandas Gewässern, DCG-Informationen, Sonderheft 3.